# نقانق

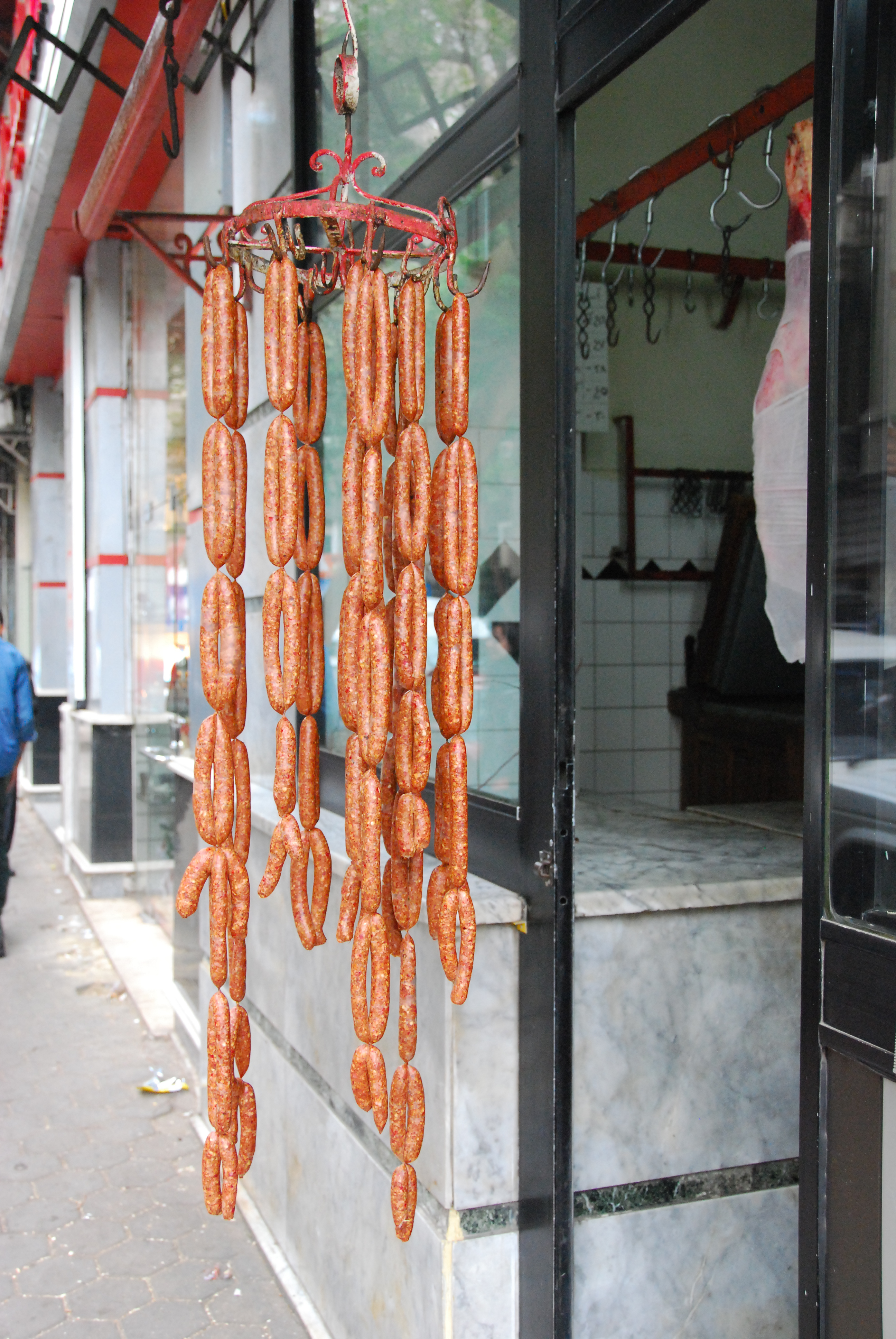
سجق في محل جزارة بجاردن سيتي القاهرة الكبرى.

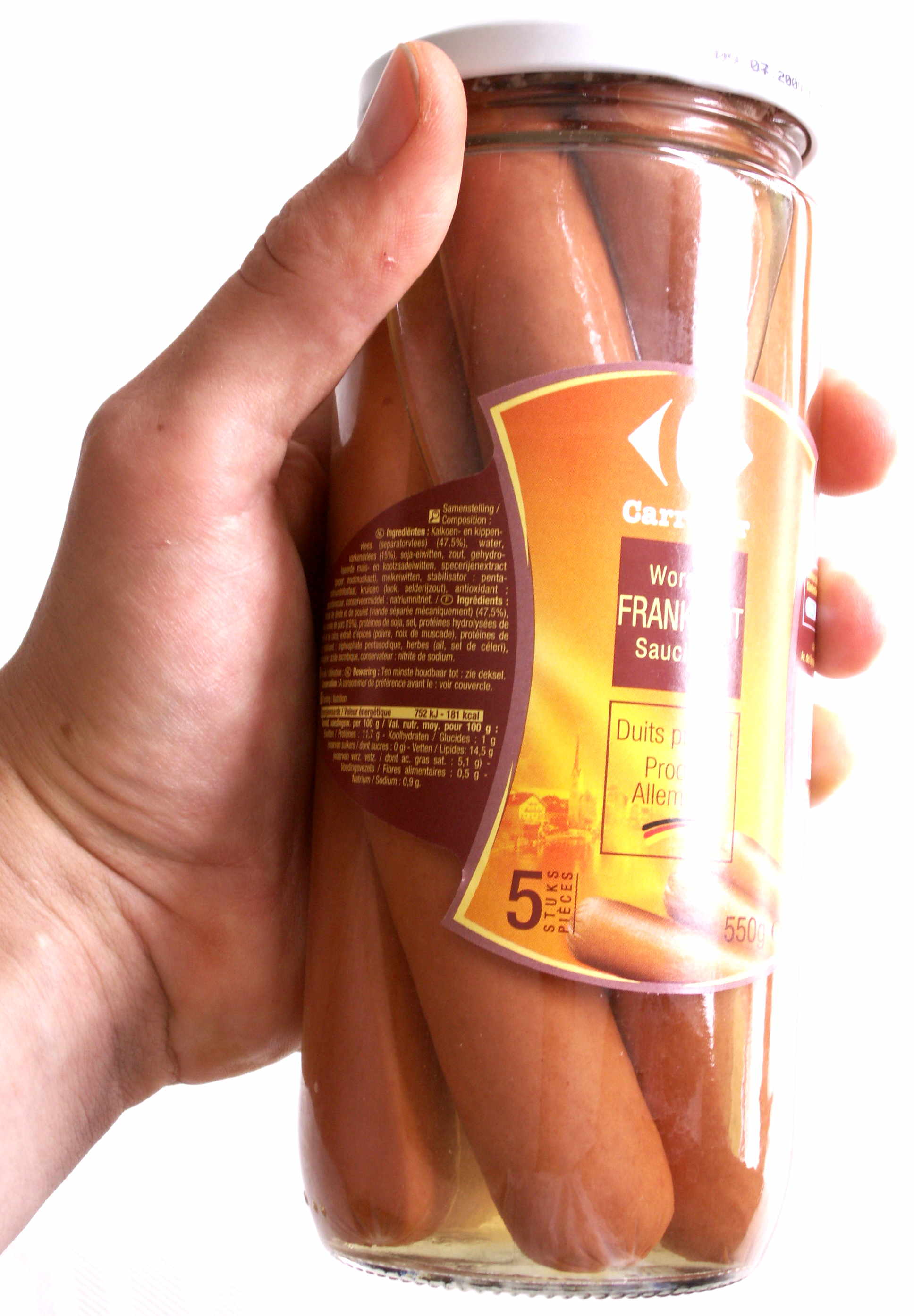
سجق فرانكفورت معلبة

النقانق يعرف أيضا باسم السُجُق، هو اللحم المبهر الموضوع في الأمعاء الدقيقة لهذا الحيوان ويتم تحضير السجق من اللحم المفروم بعد إضافة الملح والتوابل. ويعد السجق من لحوم البقر، والطرائد، والدواجن، والعجول، وفي بعض الأقطار من لحم الأسماك. ويتبل السجق بالأعشاب والتوابل (البهارات) مثل: الملح والفلفل الأحمر والفلفل الأسود، والقصعين والثوم والبصل والسكر والزنجبيل.
ويحتوي معظم السجق على بعض أنواع الحبوب التي تعمل على تماسكه، وكميات بسيطة من ملح النيتريت لإعطائه نكهة. وملح النيتريت يكسب السجق لونه كما يساعد على تقليل نمو البكتيريا، التي تسبب تسمم الطعام المسمى التسمم الوشيقي(الوشيقية).
عادة، يتم تشكيل النقانق في غلاف مصنوع تقليديا من الأمعاء، ولكن في بعض الأحيان من مواد اصطناعية. يتم طهي النقانق التي تباع نيئة بعدة طرق، بما في ذلك القلي والشوي والشوي. يتم طهي بعض النقانق أثناء المعالجة، ومن الممكن بعد ذلك إزالة الغلاف. صناعة النقانق هي تقنية تقليدية لحفظ الطعام. يمكن حفظ النقانق عن طريق المعالجة أو التجفيف (غالبًا ما يكون مصحوبًا بالتخمير أو الزراعة، مما قد يساهم في الحفظ)، أو التدخين، أو التجميد. يمكن تخزين بعض النقانق المعالجة أو المدخنة دون تبريد.
يجب تبريد أو تجميد معظم النقانق الطازجة حتى يتم طهيها. يتم تصنيع النقانق في مجموعة واسعة من الأصناف الوطنية والإقليمية، والتي تختلف باختلاف أنواع اللحوم المستخدمة، ومكونات النكهة أو التوابل (مثل الثوم والفلفل والنبيذ). الخ)، وطريقة التحضير. في القرن الحادي والعشرين، أصبحت أنواع النقانق النباتية والنباتية التي تستخدم فيها المكونات النباتية بدلاً من اللحوم متاحة ومستهلكة على نطاق أوسع

## أصل الكلمة
تم استخدام كلمة "سجق" لأول مرة في اللغة الإنجليزية في منتصف القرن الخامس عشر، ومكتوبة "awsyge". جاءت هذه الكلمة من saussiche الفرنسية الشمالية القديمة (saucisse الفرنسية الحديثة).الكلمة الفرنسية جاءت من اللاتينية المبتذلة salsica ("السجق")، من salsicus ("محنك بالملح")

## تاريخ
صناعة النقانق هي نتيجة طبيعية للذبح الفعال. تقليديًا، كان صانعو النقانق يقومون بتمليح الأنسجة والأعضاء المختلفة مثل القصاصات، وأعضاء الحيوانات، والدم، والدهون للمساعدة في حفظها. بعد ذلك، كانوا يقومون بحشوها في أغلفة أنبوبية مصنوعة من الأمعاءالحيوان النظيفة ، مما ينتج الشكل الأسطواني المميز. وبالتالي، تعتبر النقانق، والدمى، والسجق من أقدم الأطعمة المعدة، سواء تم طهيها.
ذكر الشاعر اليوناني هوميروس نوعًا من النقانق الدموية في الأوديسة، بينما كتب إبشارموس كوميديا بعنوان "النقانق"، وتتناول مسرحية أريستوفان "الفرسان" بائع النقانق الذي يُنتخب زعيمًا. تشير الأدلة إلى أن النقانق كانت شائعة بالفعل بين اليونانيين والرومان القدماء، ومن المحتمل أن تكون معروفة أيضًا لدى القبائل المختلفة التي كانت تحتل الجزء الأكبر من أوروبا.
أشهر نوع من النقانق في إيطاليا القديمة كان من لوكانيا (التي تعرف اليوم ببازيليكاتا) وكان يسمى "لوكانكا"، وهو اسم لا يزال موجودًا في مجموعة متنوعة من النقانق الحديثة في منطقة البحر الأبيض المتوسط. خلال فترة حكم الإمبراطور الروماني نيرون، كانت النقانق مرتبطة بمهرجان لوبركاليا. في أوائل القرن العاشر خلال الإمبراطورية البيزنطية، حظر ليون السادس الحكيم إنتاج النقانق الدموية بعد حالات التسمم الغذائي.
تم وصف نوع صيني من النقانق يسمى "لاب تشونغ" (بالصينية المبسطة: 腊肠؛ بالصينية التقليدية: 臘腸؛ بينيين: làcháng) من سلالات الشمال والجنوب (420-589)، مصنوع من لحم الماعز والخراف مع الملح، ومُنكَّه بالبصل الأخضر، وصلصة الفاصولياء، والزنجبيل، والفلفل. يتمتع النوع الحديث من "لاب تشونغ" بمدة صلاحية طويلة نسبيًا، ويرجع ذلك أساسًا إلى محتواه العالي من لبنات الأحماض اللبنية—حتى أن الكثيرين يعتبرونه حامضًا.[بحاجة لمصدر]

## الأغلفة
تقليديًا، كانت أغلفة النقانق تُصنع من الأمعاء النظيفة، أو من المعدة في حالة الهاغيس وغيرها من الدماء التقليدية. اليوم، غالبًا ما يتم استبدال الأغلفة الطبيعية بكولاجين أو سيلولوز أو حتى أغلفة بلاستيكية، خاصة في حالة النقانق المصنعة صناعيًا. ومع ذلك، في بعض أجزاء من جنوب الولايات المتحدة، لا تزال شركات مثل "سنودن"، و"مونرو سوسيغ"، و"كونيكه سوسيغ"، و"كيلي فودز" تستخدم الأغلفة الطبيعية، والتي تأتي أساسًا من أمعاء الخنازير أو الأغنام.

## المكونات
تتكون النقانق من قطع اللحم المفروم أو المقطع، يُخلط مع مكونات أخرى، ثم يُعبأ في غلاف. تشمل المكونات ما يلي:
   اللحوم: يمكن أن تأتي من أي حيوان، لكن غالبًا ما تكون من لحم الخنزير، أو لحم البقر، أو لحم العجل، أو الدواجن.
   حشوات النشا الرخيصة: مثل فتات الخبز أو الحبوب، تُستخدم لزيادة الحجم وتقليل التكلف  
   التوابل والنكهات:        تشمل التوابل مثل الفلفل، والثوم، والأعشاب، بالإضافة إلى مكونات أخرى مثل التفاح والكراث.
   نسبة اللحم إلى الدهون:        تعتمد على النمط والمنتج. قد تتجاوز نسبة اللحم المعلنة 100% في بعض الحالات، خاصة إذا تم تضمين عملية تجفيف تقلل من محتوى الماء.
   التشريعات: في بعض الولايات القضائية، يجب أن تفي الأطعمة الموصوفة كنقانق باللوائح الخاصة بمحتواها. على سبيل المثال، تحدد وزارة الزراعة
الأمريكية أن نسبة الدهون في أنواع معينة من النقانق لا يمكن أن تتجاوز 30%، 35%، أو 50% بالوزن.
   أنماط النقانق التقليدية:
       في العديد من الأنماط التقليدية من آسيا وأوروبا، لا تُستخدم حشوات قائمة على الخبز، حيث تتضمن فقط اللحم (اللحم الخالي من الدهون والدهون) والنكهات.
   الحشوات في النقانق الإنجليزية:
       في المملكة المتحدة ودول أخرى ذات تقاليد طهي إنجليزية، تحتوي العديد من النقانق على نسبة كبيرة من الحشوات القائمة على الخبز والنشا، والتي قد تشكل 30% من المكونات.
   القيمة الغذائية والتكلفة:
       في صناعة معالجة الأغذية، يمكن استخدام أي جزء من الحيوان، مما يؤدي إلى إنتاج نقانق منخفضة التكلفة تحتوي على لحم رديء أو دهون. في حين أن النقانق عالية الجودة تحتوي فقط على قطع مختارة من اللحم والتوابل.
   تسميات المكونات:
       في المملكة المتحدة، كان يُسمح سابقًا بأن تتضمن كلمة "لحم" على الملصقات الدهون، والأنسجة الضامة، ولحم الحيوانات المعاد استخدامه. لا يزال بإمكان استخدام هذه المكونات، لكنها يجب أن تُسمى على هذا النحو، بينما يمكن تضمين ما يصل إلى 10% من الماء دون تصنيفه

## الأنواع الوطنية للنقانق

### النقانق التقليدية في بروناي
بلوتاك هو نوع من النقانق التقليدية في بروناي، ويتميز بالمكونات التالية:
   اللحم: يُستخدم لحم البقر المفروم.    الدهون: تُضاف دهن اللحم لإضفاء النكهة. التوابل:        ثوم: يُستخدم لإضافة نكهة قوية. ملح: لتحسين الطعم.        فلفل حار: لإضفاء حرارة.        توابل متنوعة: حسب الوصفة التقليدية.  
طريقة التحضير: تُخلط المكونات وتُحشى في أمعاء الأبقار أو الجاموس يتم تخمير النقانق من خلال عملية التجفي   .
بلوتاك يُعتبر طبقًا جانبيًا شائعًا يُقدم مع أمبويات، وهو طبق تقليدي آخر في بروناي

#### النقانق التقليدية في الصين
يتم إنتاج هونغ تشانغ اللذيذ المدخن على الطريقة الأوروبية (الصينية المبسطة: 红肠؛ الصينية التقليدية: 紅腸 النقانق الحمراء) في هاربين، المدينة الرئيسية في أقصى شمال الصين. إنه مشابه للنقانق الليتوانية والبولندية بما في ذلك kiełbasa و podhalańska ويميل إلى الحصول على نكهة أوروبية أكثر من النقانق الصينية الأخرى. تم إنتاج هذا النوع من النقانق لأول مرة في مصنع ذو رأسمال روسي يُسمى مصنع نقانق تشورين في عام 1909. وقد أصبح النقانق على طريقة هاربين شائعًا في الصين، وخاصة في المناطق الشمالية.

#### لاب تشونغ (腊肠)
لاب تشونغ هي نوع من النقانق المجففة الشهيرة في الصين، وتتميز بالمكونات والأساليب التالية:
المكونات: تُصنع أساسًا من لحم الخنزير.  تُشبه في شكلها وملمسها الببروني، لكنها أكثر حلاوة.
   النُكهات: في جنوب غرب الصين، تُضاف إليها: ملح: لتحسين الطعم فلفل بري: لمزيد من النكهة.            فلفل أحمر: لإضفاء حرارة.
   طريقة التحضير:
يتم معالجة النقانق عن طريق: التدخين: لإعطاء نكهة مميزة  التجفيف الهوائي: للمساعدة في حفظها وإطالة عمرها الافتراضي.
تُستخدم لاب تشونغ في العديد من الأطباق، وغالبًا ما تُقدم كوجبة خفيفة أو تُضاف إلى الأطباق الرئيسية مثل الأرز أو الخضار.

#### تايوان
سجق صغير في سجق كبير، يتم لف قطعة من سجق لحم الخنزير التايواني في سجق أرز لزج لصنع هذه الأطعمة الشهية، وعادة ما يتم تقديمها مشوية.

#### لاوس
هناك العديد من أنواع النقانق اللاوية، لكن أشهرها هي sai ua وsai gork التي تتمتع بطعم فريد ومختلف عن معظم النقانق الموجودة عالميًا. Sai Oua هي كلمة لاوية قديمة تجمع حرفيًا بين sai (الأمعاء) وua (محشوة). نشأت من لوانغ برابانغ، العاصمة الملكية القديمة لمملكة لان زانغ السابقة (1353-1707) الواقعة في شمال لاوس. تم إدراج Sai ua moo (سجق لاو مصنوع من لحم الخنزير) ضمن مجموعة من الوصفات المكتوبة بخط اليد من Phia Sing (1898–1967)، الشيف الشخصي للملك ورئيس التشريفات. يعد كل من sai ua و sai gork من أشهر أطباق لاو التقليدية التي يستمتع بها شعب لاو ليس فقط في لاوس ولكن أيضًا في البلدان التي هاجر إليها شعب لاو

#### فيلبيني

##### المقال الرئيسي: لونجانيزا § الفلبين
في الفلبين، يُطلق على النقانق عمومًا اسم لونجانيزا (بالفلبينية: longganisa) في المناطق الشمالية وتسمى كوريزو (Visayan: choriso أو tsoriso أو soriso) في المناطق الجنوبية. عادة ما تكون نقانق طازجة أو مدخنة، وتتميز في المقام الأول بكونها حلوة (جامونادو أو هامونادو) أو ثومية (دي ريكادو أو ديريكادو). هناك أنواع عديدة من النقانق في الفلبين، وعادة ما تكون فريدة من نوعها لمنطقة معينة مثل فيجان لونجانيسا، وألامينوس لونجانيسا، وتشوريزو دي سيبو. النقانق الأكثر شهرة في المطبخ الفلبيني هي بامبانجا لونجانيسا. تُعرف إصدارات النقانق السائبة أيضًا باللغة الإنجليزية الفلبينية باسم "النقانق بدون جلد". يوجد أيضًا عدد قليل من النقانق الجافة مثل تشوريزو دي بلباو وتشوريزو دي ماكاو. معظم النقانق الفلبينية مصنوعة من لحم الخنزير، ولكن يمكن أيضًا صنعها من الدجاج أو اللحم البقري أو حتى التونة

#### تايلاند
هناك العديد من أنواع النقانق المعروفة في المطبخ التايلاندي، وبعضها من تخصصات منطقة معينة في تايلاند. من شمال تايلاند يأتي ساي وا، وهو نقانق لحم خنزير مفروم مشوي بنكهة معجون الكاري والأعشاب الطازجة. نقانق مشوية أخرى تسمى ساي كروك إيسان، وهي نقانق مخمرة ذات طعم حامض مميز من شمال شرق تايلاند (المنطقة المعروفة أيضًا باسم إيسان).

#### أوروبا

##### بريطانيا وايرلندا
في المملكة المتحدة وأيرلندا، تعتبر النقانق سمة شائعة جدًا ومشتركة في النظام الغذائي الوطني والثقافة الشعبية. النقانق البريطانيةوالنقانق الأيرلندية تُصنع عادةً من لحم الخنزير النيئ (أي غير المطبوخ وغير المعالج وغير المدخن) ولحم البقر ولحم الغزال أو اللحوم الأخرى المخلوطة مع مجموعة متنوعة من الأعشاب والتوابل والحبوب، والتي ترتبط العديد من الوصفات بها تقليديًا بأطعمة معينة. المناطق (على سبيل المثال نقانق كمبرلاند ونقانق لينكولنشاير). تحتوي عادة على كمية معينة من البقسماط أو بقسماط الخبز، ويتم طهيها تقليديًا عن طريق القلي أو الشوي أو الخبز. يبلغ طولها عادةً 10-15 سم (3.9-5.9 بوصة)، ويتم ضغط الحشوة عن طريق لف الغلاف إلى "روابط" متسلسلة في جلد السجق، والتي تُصنع تقليديًا من الأمعاء المحضرة للحيوان المذبوح؛ في أغلب الأحيان خنزير.
نظرًا لعادتها في الانفجار غالبًا بسبب انكماش الجلد المشدود أثناء الطهي، غالبًا ما يشار إليها باسم السجق، خاصة عندما يتم تقديمها مع المرافقة الأكثر شيوعًا للبطاطا المهروسة لتشكيل طبق ثنائي يعرف باسم السجق والهريس. الخنازير في البطانيات هو طبق يتكون من نقانق صغيرة (عادة تشيبولاتا) ملفوفة في لحم الخنزير المقدد. وهي مرافقة شعبية وتقليدية للديك الرومي المشوي في عشاء عيد الميلاد ويتم تقديمها كطبق جانبي.في دبلن، غالبًا ما يتم تقديم النقانق في يخنة تسمى كودل حيث يتم غليها دون تحميرها أولاً.
هناك قوانين مختلفة تتعلق بمحتوى اللحوم في النقانق في المملكة المتحدة. الحد الأدنى لمحتوى اللحوم الذي يجب تصنيفه على نقانق لحم الخنزير هو 42% (30% للأنواع الأخرى من نقانق اللحوم)، على الرغم من تصنيف لحم الخنزير على أنه لحم، يمكن أن يحتوي لحم الخنزير على 30% دهون و25% نسيج ضام. في كثير من الأحيان، لا تحتوي نقانق لحم الخنزير الأرخص في السوبر ماركت على محتوى اللحوم اللازم لوصفها بأنها نقانق لحم خنزير ويتم تصنيفها ببساطة على أنها نقانق؛ مع محتوى أقل من اللحوم، يتم وصفها بأنها السجق (اسم غير منظم). [مشكوك فيه - ناقش] تحتوي هذه عادةً على MRM والتي تم تضمينها سابقًا في محتوى اللحوم، ولكن بموجب قانون الاتحاد الأوروبي اللاحق لا يمكن وصفها على هذا النحو
نظرًا لعادتها في الانفجار غالبًا بسبب انكماش الجلد المشدود أثناء الطهي، غالبًا ما يشار إليها باسم السجق، خاصة عندما يتم تقديمها مع المرافقة الأكثر شيوعًا للبطاطا المهروسة لتشكيل طبق ثنائي يعرف باسم السجق والهريس

#### اسكتلندا
من وجبات الإفطار الشهيرة النقانق المربعة، والمعروفة أيضًا باسم نقانق لورن. يتم تناول هذا عادة كجزء من وجبة إفطار اسكتلندية كاملة أو على لفائف الصباح الاسكتلندية. يتم إنتاج النقانق في كتلة مستطيلة ويتم تقطيع الأجزاء الفردية إليها. متبل بشكل رئيسي بالفلفل. ونادرا ما يتم رؤيته خارج اسكتلندا.

#### النقانق البولندية
kiełbasa، تأتي في مجموعة واسعة من الأساليب مثل swojska، krajańska، szynkowa (سجق لحم الخنزير)، biała، śląska، krakowska، podhalańska، kishka وغيرها. تُصنع النقانق في بولندا عمومًا من لحم الخنزير، ونادرًا ما تُصنع من لحم البقر. تعتبر النقانق التي تحتوي على نسبة منخفضة من اللحوم والإضافات مثل بروتين الصويا أو دقيق البطاطس أو الإضافات المرتبطة بالماء منخفضة الجودة. بسبب الظروف المناخية، كان يتم حفظ النقانق تقليديًا عن طريق التدخين بدلاً من التجفيف، كما هو الحال في دول البحر الأبيض المتوسط
منذ القرن الرابع عشر، برعت بولندا في إنتاج النقانق، ويرجع الفضل في ذلك جزئيًا إلى رحلات الصيد الملكية عبر الغابات البكر مع تقديم الطرائد كهدايا للعائلات النبيلة الودية والتسلسل الهرمي الديني في جميع أنحاء البلاد. وشملت القائمة الموسعة للمستفيدين من هذا الكرم الدبلوماسي قضاة المدن، وأساتذة الأكاديميات، والمقاطعات، والسلاختا. وعادة ما يتم تسليم اللحوم النيئة في الشتاء واللحوم المصنعة طوال بقية العام. وفيما يتعلق بالأصناف، لعبت التأثيرات الإيطالية والفرنسية والألمانية المبكرة دورًا. اللحوم التي يتم حفظها عادةً في الدهن والتدخين ذكرها المؤرخ جان دوغوش في حولياته: Annales seu cronici incliti regni Poloniae غطت الحوليات الأحداث من 965 إلى 1480، مع ذكر قلعة الصيد في Niepołomice جنبًا إلى جنب مع الملك Władysław الذي أرسل الطرائد إلى الملكة Zofia. من غابة Niepołomice، أرض الصيد الأكثر شعبية للملوك البولنديين ابتداءً من القرن الثالث عشر.
سجق مازافيجاتو ("هريس الكبد" أو "سجق الكبد") هو سجق عادة من مناطق أبروتسو ولاتسيو وماركي وأومبريا وتوسكانا التي تشمل الكبد المهروس. يشمل أسلوب أبروتسو كبد لحم الخنزير، والقلب، والرئتين، وخد لحم الخنزير، ومتبل بالثوم، وقشر البرتقال، والملح، والفلفل، وأوراق الغار. سالسيشيا آل فينوكيو ("سجق الشمر") هو نوع من النقانق شائع في منطقة صقلية. تختلف هذه النقانق عن النقانق التوسكانية بسبب إضافة بذور الشمر المجففة والمفتتة إلى التوابل الأخرى المستخدمة.

#### إيطاليا
المقال الرئيسي: النقانق في المطبخ الإيطالي
النقانق في المطبخ الإيطالي (الإيطالية: salsiccia، الإيطالية: [salˈsittʃa]، pl. salsicce) غالبًا ما تكون مصنوعة من لحم الخنزير النقي. في بعض الأحيان قد تحتوي على لحم البقر. تُستخدم بذور الشمر والفلفل الحار بشكل عام كتوابل أساسية في جنوب إيطاليا، بينما يتم استخدام الفلفل الأسود والثوم في وسط وشمال البلاد.
من الأمثلة المبكرة على النقانق الإيطالية لوكانيكا، التي اكتشفها الرومان بعد غزو لوكانيا. تغيرت وصفة لوكانيكا على مر القرون وانتشرت في جميع أنحاء إيطاليا والعالم بأسماء مختلفة قليلاً.[37] اليوم، يتم تحديد نقانق لوكانيكا باسم لوكانيكا دي بيسيرنو، ويتم إنتاجها في بازيليكاتا (التي كانت أراضيها جزءًا من لوكانيا القديمة).

#### مالطا
السجق المالطي (المالطي: Zalzett tal-Malti) مصنوع من لحم الخنزير وملح البحر والفلفل الأسود وبذور الكزبرة والبقدونس. وهي قصيرة وسميكة الشكل ويمكن تناولها مشوية أو مقلية أو مطهية أو مطبوخة على البخار أو حتى نيئة عندما تكون طازجة. صنف الشواء مشابه للأصل ولكن بقشرة أرق وملح أقل.

#### أوكرانيا
في النقانق الأوكرانية تسمى "كوفباسا" (ковбаса). وهو مصطلح عام ويستخدم لوصف مجموعة متنوعة من النقانق بما في ذلك "دوماشنيا" (كوفباسا محلية الصنع)، و"بيشينكي" (كوفباسا الكبد)، و"كروفيانكا" (كوفباسا مليئة بالدم والحنطة السوداء) و"فودجينا" (كوفباسا المدخن). . الأصناف التقليدية تشبه الكيلباسا البولندية.
يتم تقديمه بعدة طرق مثل المقلية مع البصل فوق فارينيكي، أو شرائح خبز الجاودار، أو تناولها مع صلصة البيض والخردل، أو في "Yayechnia z Kovbosoyu i Yareroyu" طبق من الكوفباسا المقلي مع الفلفل الأحمر والبيض المخفوق. في أوكرانيا يمكن تحميص الكوفباسا في الفرن من كلا الجانبين وتخزينها في أواني خزفية مع شحم الخنزير. غالبًا ما يتم صنع النقانق في المنزل. ومع ذلك فقد أصبح متوفرًا بشكل متزايد في الأسواق وحتى محلات السوبر ماركت. كما يميل كوفباسا إلى مرافقة "البيسانكا" (البيض المصبوغ والمزين) بالإضافة إلى الخبز السلافي الشرقي، الباسكا في السلال الأوكرانية في وقت عيد الفصح ويباركه الكاهن بالماء المقدس قبل تناوله

#### فرنسا وبلجيكا
يميز الفرنسيون بين السجق (sec)، وهو النقانق المعالجة التي تؤكل غير مطبوخة، والسجق الطازج الذي يحتاج إلى الطهي. يُصنع الصوصسون دائمًا تقريبًا من لحم الخنزير المعالج بالملح والتوابل وأحيانًا النبيذ أو المشروبات الروحية، ولكنه يحتوي على العديد من المتغيرات التي قد تعتمد على اللحوم الأخرى وتشمل المكسرات والكحول ومكونات أخرى. كما أنه يفرق بين السوسيسون والبودين ("البودنغ") والتي تشبه البودينغ البريطاني الأسود والأبيض والأحمر.
تشمل الأنواع المحددة من النقانق الفرنسية ما يلي:
النقانق الطازجة، معظمها مشوية، وأحياناً مطهية
بودين بلانك، سجق طري فاتح اللون مصنوع من الدجاج أو لحم الخنزير أو لحم العجل أو خليط، وعادةً ما يحتوي أيضًا على البيض والحليب؛ بودين نوير، نقانق الدم؛أندويليت، مصنوع من أمعاء لحم الخنزيرسيرفيلاس دي ليون، مع الفستق أو الكمأة تشيبولاتا، رقيقة وطويلة كريبينيت، نقانق صغيرة مسطحة وملفوفة بدهن الكول بدلاً من الغلاف مرقيز، سجق حار من لحم الضأن أو لحم البقر صلصة تولوز، غالبًا ما تستخدم في الكاسوليت النقانق المعالجة أو المدخنة، الصوصسون، تقدم مقطعة إلى شرائح رقيقة Andouille، مدخن عادة، ويصنع بشكل أساسي من أمعاء لحم الخنزير روزيت دي ليون سوسيس دي مورتو، مدخن سوسيسون دي ليون
النقانق الفرنسية الأخرى تشمل الديوت

#### ألمانيا
الصفحة الرئيسية:الفئة:النقانق الألمانية
هناك مجموعة كبيرة ومتنوعة من النقانق الألمانية. بعض الأمثلة على النقانق الألمانية تشمل فرانكفورترز/فينرز، براتورستي، ريندسورستي، كناكورستي، وبوكوورستي. كاريورست، طبق من النقانق الكاري، هو من الوجبات السريعة الشهيرة في ألمانيا

## المعلومات الغذائية
يحتوي كل 100غ من السجق المطبوخ، بحسب وزارة الزراعة الأميركية على المعلومات الغذائية التالية:
- السعرات الحرارية: 332
- الدهون: 27.98
- الدهون المشبعة: 10.90
- الكاربوهيدرات: 0.35
- الألياف: 0
- البروتينات: 18.21
- الكولسترول: 82